# Sesto Rustico Giuliano
Sesto Rustico Giuliano (in latino: Sextius Rusticus Iulianus; fl. 367-387) è stato un senatore e funzionario romano di età imperiale.

## Biografia
Era un homo novus che giunse al rango senatoriale grazie ai suoi meriti. Uomo molto ricco, ebbe due figli, Sinesio e un figlio minore che morì prima del primogenito. Ricevette alcune lettere da Quinto Aurelio Simmaco. Potrebbe essere stato pagano, se il suo nome era inciso sull'iscrizione AE 1953, 237, in cui è descritto come pater patrum del culto di Mitra.
Nel 367 ricopriva l'incarico di magister memoriae dell'imperatore Valentiniano I; quando, in quell'anno, Valentiniano si ammalò, gli ufficiali di corte gallici suggerirono che fosse Giuliano a succedergli.
Tra il 371 e il 373 fu proconsole d'Africa; secondo Ammiano Marcellino, fu un amministratore: «avido bestialmente, come se fosse in preda ad una forma di pazzia, di sangue umano, del che aveva dato prova quando in qualità di proconsole reggeva l'Africa».
Nel 387/388 fu praefectus urbi di Roma sotto Magno Massimo; morì mentre era in carica. Secondo Ammiano, «nel periodo in cui tenne la prefettura dell'Urbe, durante la quale morì, per paura dell'incerta situazione della tirannide, per arbitrio della quale era stato assunto a quell'altissima carica come se mancassero persone degne, fu costretto a mostrarsi mite e clemente».